# Cytospora sacchari
Cytospora sacchari är en svampart som beskrevs av E.J. Butler 1906. Cytospora sacchari ingår i släktet Cytospora och familjen Valsaceae.   Inga underarter finns listade i Catalogue of Life.